# Tipula butzi
Tipula butzi är en tvåvingeart som beskrevs av Edwards 1928. Tipula butzi ingår i släktet Tipula och familjen storharkrankar. Inga underarter finns listade i Catalogue of Life.